# Grand Prix de Denain 1964
La 6e édition du Grand Prix de Denain a eu lieu le 31 mars 1964. Elle a été remportée par le Britannique Michael Wright.

## Classement final
Michael Wright remporte la course en parcourant les 170 kilomètres en 4 h 17 min 27 s à la vitesse moyenne de 39,619 km/h.
| Classement final, | Classement final,     | Classement final, | Classement final,   | Classement final,  |
|                   | Coureur               | Pays              | Équipe              | Temps              |
| ----------------- | --------------------- | ----------------- | ------------------- | ------------------ |
| 1er               | Michael Wright        | Royaume-Uni       | Wiel's-Groene Leeuw | en 4 h 17 min 27 s |
| 2e                | Frans Verbeeck        | Belgique          | Wiel's-Groene Leeuw |                    |
| 3e                | Bernard Vandekerkhove | Belgique          | Solo-Superia        |                    |
| modifier          |                       |                   |                     |                    |